# Гетальдич, Марин
Марин Гетальдич (хорв. Marin Getaldić; 1568, Дубровник — 7 или 8 апреля 1626, там же) — хорватский математик и физик.

## Биография
Был одним из шести детей в знатном семействе. Начальное образование получил в родном городе. В 1588 году становится членом Большого совета Дубровницкой республики. В 1595 году отправляется с товарищем в Лондон, с 1597 по 1599 находится в Антверпене, где обучается у французского математика Мишеля Куанье и делает первые шаги в научных исследованиях. После он направляется во Францию, где в Париже встречает Франсуа Виета, что сильно повлияло на его дальнейшие математические изыскания. В Италии Гетальдич заводит знакомства с Галилео Галилеем, Христофором Клавием и Кристофом Грюмбергером, там же впервые публикует свои научные работы. В 1603 году вернулся в Дубровник, где изучал оптику и проводил опыты с параболическими зеркалами в пещере Бет. В 1606 году был одним из двух эмиссаров, доставлявших дань султану в Стамбул.

## Работы
Гетальдич определил широты Стамбула и Дубровника. Также он установил объём Земли без помощи астрономических измерений, использовав оригинальную геодезическую методику, оказавшуюся самой точной из доступных для того времени и описанную в его посмертной работе «De resolutione et compositione mathematica» («Об аналитическом и синтетическом в математике», 1630).
Первая его публикация, «Promotus Archimedis seu de variis corporum generibus gravitate et magnitudine comparatis» (1630) определяет соотношения между весом и объёмом для различных тел. Работа «Nonnullae propositiones de parabola» («Несколько заметок о параболе», 1603) в сочетании с его опытами доказывает, что для конструирования параболических зеркал подходят любые параболы, а не только лишь те, которые получаются сечениями прямого кругового конуса. Книгой «Supplementum Apollonii Galli seu exsuscitata Apollonii Pergaei Tactionum geometriae pars reliqua» (1607) Гетальдич дополняет «Касания» Виета, попытку реконструировать сочинения Аполлония Пергского. Сочинение «Variorum problematum Collectio» (1607) содержит решения 42 математических проблем. Работы Гетальдича оказали большое влияние на проникновение алгебры в геометрию, приведшее в итоге к возникновению аналитической геометрии.
В 1968 году в Загребе издано полное собрание работ Гетальдича под заголовком «Opera omnia».